# 多萝蒂亚·苏塔拉
多萝蒂亚·苏塔拉（1996年3月27日—），克羅地亞女子羽毛球運動員。

## 簡歷
6歲時，多萝蒂亚·苏塔拉跟隨她的哥哥，加入萨格勒布的一家羽毛球俱乐部，開始打羽毛球。她很喜欢這項運動，开始接受定期培训。她在11歲時（2007年）開始跟從波兰籍教練 Karol Hawel，並开始參加国际赛事；其後，她轉跟克羅地亞籍教練 Ivan Puzjak。
2013年10月，多萝蒂亚·苏塔拉出戰以色列夏瑣羽毛球國際賽，與玛雅·帕夫林尼克合作贏得女子雙打比賽亞軍。

## 主要比賽成績
只列出曾進入準決賽的國際賽事成績：
| 年份   | 賽事                   | 公開賽級別 | 項目     | 拍檔            | 成績   |
| ------ | ---------------------- | ---------- | -------- | --------------- | ------ |
| 2013年 | 以色列夏瑣羽毛球國際賽 | 國際系列賽 | 女子雙打 | 玛雅·帕夫林尼克 | 亞軍   |
| 2013年 | 挪威羽毛球國際賽       | 國際系列賽 | 女子雙打 | 玛雅·帕夫林尼克 | 準決賽 |
| 2014年 | 以色列夏瑣羽毛球國際賽 | 國際系列賽 | 女子單打 | －              | 亞軍   |
| 2014年 | 孟加拉羽毛球國際挑戰賽 | 國際挑戰賽 | 女子單打 | －              | 準決賽 |
| 2016年 | 克羅地亞羽毛球國際賽   | 未來系列賽 | 女子雙打 | Katarina Beton  | 準決賽 |

| 2007-2017年 | 首要超級賽 | 超級賽 | 黃金大獎賽 | 大獎賽 | 國際挑戰賽 | 國際系列賽 | 未來系列賽 | 其他 |

| 2018-2026年 | 總決賽 | 超級1000賽 | 超級750賽 | 超級500賽 | 超級300賽 | 超級100賽 | 國際挑戰賽 | 國際系列賽 | 未來系列賽 | 其他 |